# São Geraldo (Nossa Senhora do Bispo)
São Geraldo é uma aldeia portuguesa situada na freguesia União de Freguesias de Nossa Senhora da Vila, Nossa Senhora do Bispo e Silveiras do município de Montemor-o-Novo, distrito de Évora.
Na aldeia encontra-se uma igreja provavelmente construída no século XVI, com uma escultura manuelina de São Geraldo, em pedra de Ançã, e uma fonte do século XVIII.

## Monumentos megalíticos
Na aldeia de São Geraldo ou nas suas imediações encontram-se:
- A Anta do Estanque, dentro de aldeia, adossada a uma casa;[3]
- A Anta Grande da Comenda da Igreja, monumento nacional;[4]
- As Antas Grandes do Paço, monumento nacional;[5]
- A Anta Pequena da Comenda da Igreja;
- A Anta da Comenda Grande;
- A Anta da Chaminé.[1][6]

## Tradições
São Geraldo, apesar de uma ser uma aldeia com poucos habitantes, mantém vivas várias tradições que atravessaram gerações, como a tradicional queimação de Carnaval.[carece de fontes?]

## Imagens

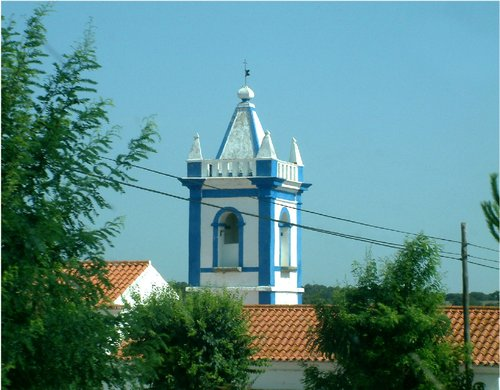
Torre da Igreja de São Geraldo
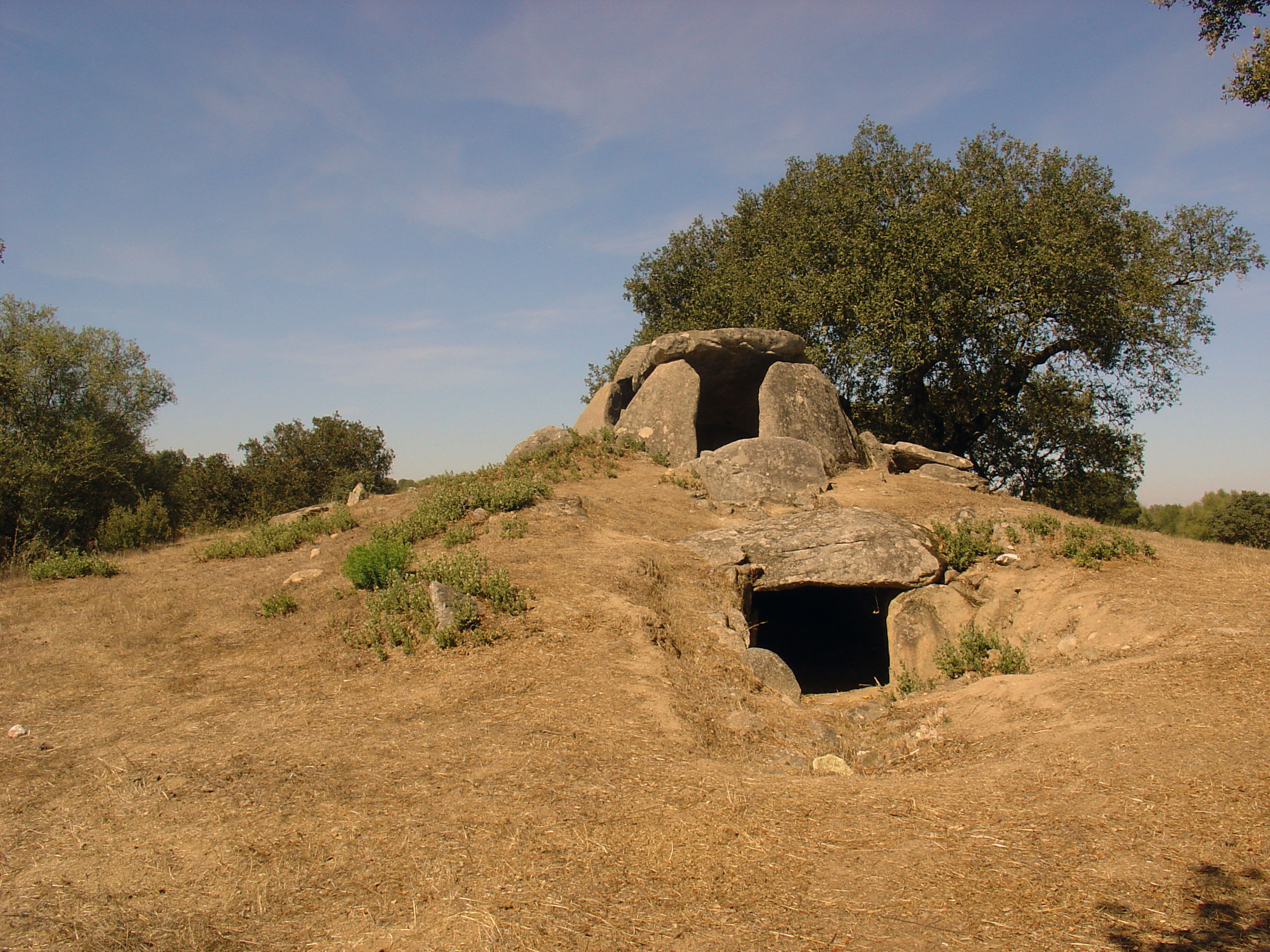
Anta de São Geraldo
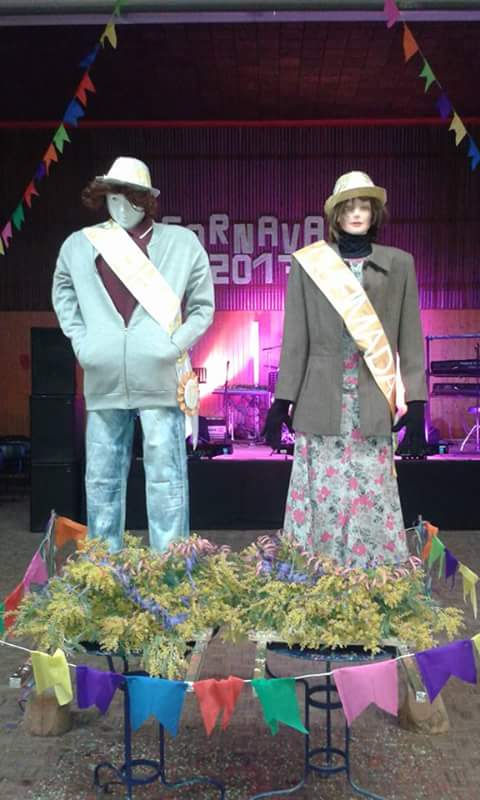
Bonecos de Carnaval (2017)
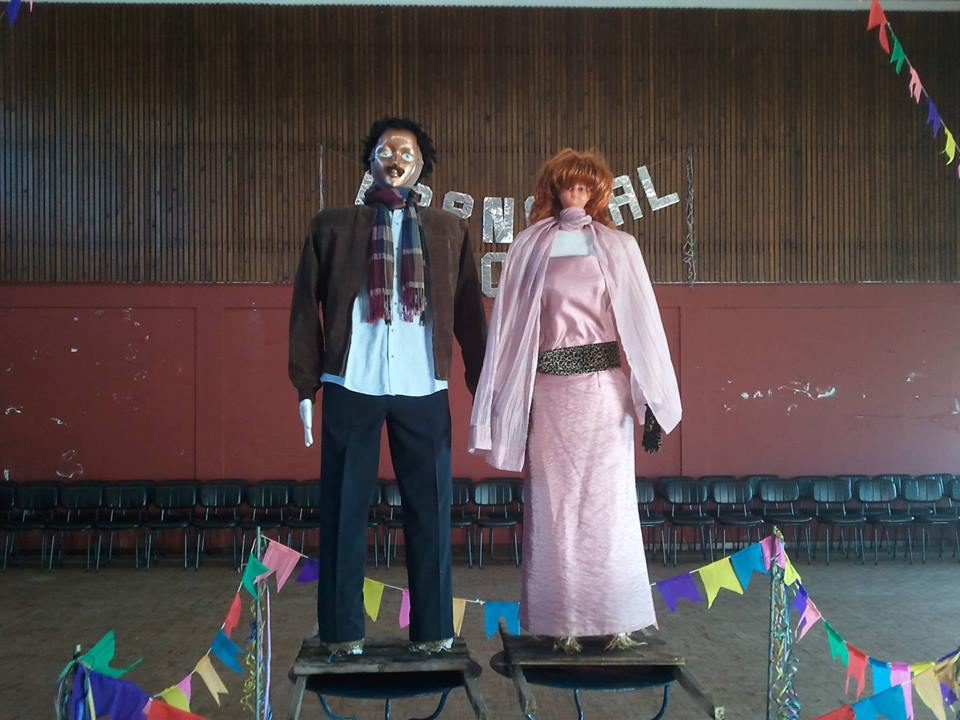
Bonecos de Carnaval (2017) (2017)